# بيونة
بيونة (بالفرنسية: Biyouna)‏ (موليد 13 سبتمبر 1952 في بلوزداد بالعاصمة الجزائرية) هي فنانة مسرحية ومغنية وممثلة جزائرية معروفة على الساحتين الوطنية والأوروبية  اسمها الحقيقي هو باية بوزار وأطلقت عليها عائلتها اسم بيونة وهو تصغير لاسمها باية. اشتهرت في سلسلة ناس ملاح سيتي بين 2002 و 2005.

## أعمالها

### تلفزيون
| السنة | العنوان         | الدور        | ملاحظة | نوع المسلسل |
| ----- | --------------- | ------------ | ------ | ----------- |
| 2023  | الدامة          |              |        | درامي       |
| 2023  | دار لفشوش (ج 1) | دكتورة علجية |        | كوميدي      |
| 2023  | أخو البنات      |              |        | كوميدي      |

## روابط خارجية
- بيونة على موقع IMDb (الإنجليزية)
- بيونة على موقع قاعدة بيانات الأفلام العربية
- بيونة على موقع ألو سيني (الفرنسية)
- بيونة على موقع ميوزك برينز (الإنجليزية)
- بيونة على موقع أول موفي (الإنجليزية)
- بيونة على موقع قاعدة بيانات الأفلام السويدية (السويدية)
- بيونة على موقع ديسكوغز (الإنجليزية)
- بيونة على موقع قاعدة بيانات الفيلم (الإنجليزية)
- بيونة على موقع كينوبويسك (الروسية)